# 溝口 (川崎市)
溝口（みぞのくち）は、神奈川県川崎市高津区に所在する地域およびその町名。呼称には表記ゆれがあり、この件については#現代の呼称を参照。本項では駅名以外の地名を表記する際には「溝口」を用いる。
なお、本項では、JR南武線武蔵溝ノ口駅および、東急田園都市線・大井町線溝の口駅を中心に発展した川崎市北部の中核都市、その駅前市街地に集積する各種施設についても解説する。この場合は溝口および周辺の町域を含む。

## 現代の呼称
鉄道駅名は「武蔵溝ノ口」「溝の口」となっている（由来については「武蔵溝ノ口駅#駅名の由来」を参照）が、昭和初期までの地名はもっぱら「溝口」または「溝ノ口」と表記されていた。
現在、町名としては「溝口」が公的に定められた表記であるが、一般には駅名から引用して「溝ノ口」「溝の口」と表記されることも多く、これらの表記が混用されている。
地方自治体が管轄する施設では公式表記である「溝口」におおむね統一されており、例えば、公的施設や川崎市バスの行先表示、駅前再開発ビル「NOCTY」の入居テナントの店名（地権者を除く）、市道での道路標示などは、駅名とは関係なく「溝口」「溝口駅」の表記で統一されている。一方、東急関連の東急バスや東急ストアなどでは「溝の口」が、JR東日本関連施設では「武蔵溝ノ口」、あるいはその省略形として「溝ノ口」が用いられている。また郵便局やNTT東日本の営業所など、比較的古くから立地している施設の多くでは、かつて地名でも表記されていた「溝ノ口」がよく用いられている。
地元では略称「のくち」がよく使われており、駅前再開発ビル「NOCTY」の名称の由来にもなっている。
略称としては、「みぞ」も使われる。

## 地理
当地域は、地理的には南北に細長い川崎市の中央部に位置し、機能的には同市の副都心として、市北部の行政および商業の中核機能を担っている。
鉄道網では、川崎市を縦断するJR南武線（武蔵溝ノ口駅）と、川崎市を横断して東京都心と神奈川県中央部を結ぶ東急田園都市線（溝の口駅）が交差する。
道路網では、国道246号（大山街道）と国道409号（府中街道）が交差する。
また、周辺地域からの路線バスが溝口駅前に集中しており、地域交通の要衝（交通結節点）となっている。

### 地価
住宅地の地価は、2024年（令和6年）7月1日時点の神奈川県地価調査によれば、溝口3-21-31の地点で47万8000円/m²、溝口5-12-36の地点で40万3000円/m²となっている。

## 歴史

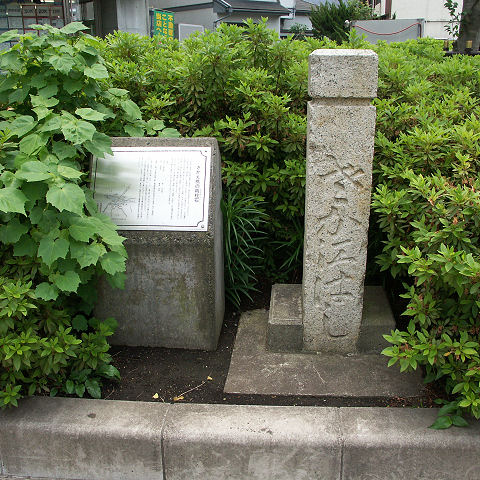
かつて平瀬川に架かっていた「栄橋」の跡／2006年5月撮影。

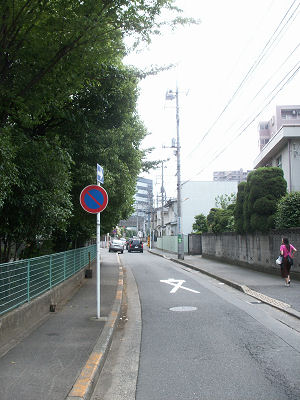
旧・府中街道。左手の公園は旧高津小学校（後に高津図書館、現在は子ども文化センター）／2006年5月撮影。

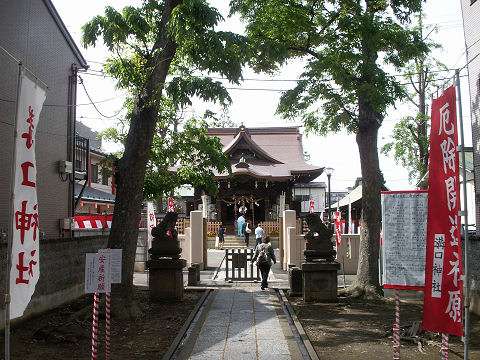
大山街道沿いの旧市街地に立地する旧村社「溝口神社」／2006年5月撮影。

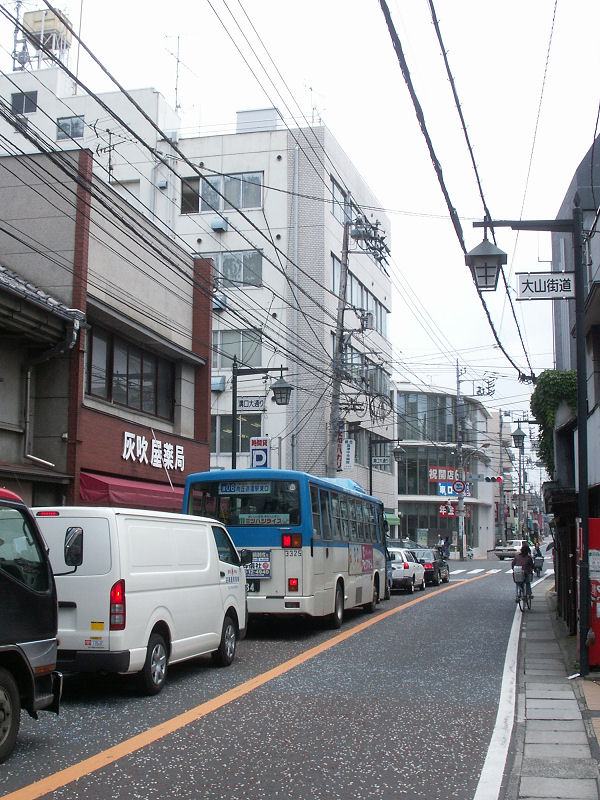
大山街道と府中街道が交差する交通の要衝がかつての中心市街地であった／2006年5月撮影。

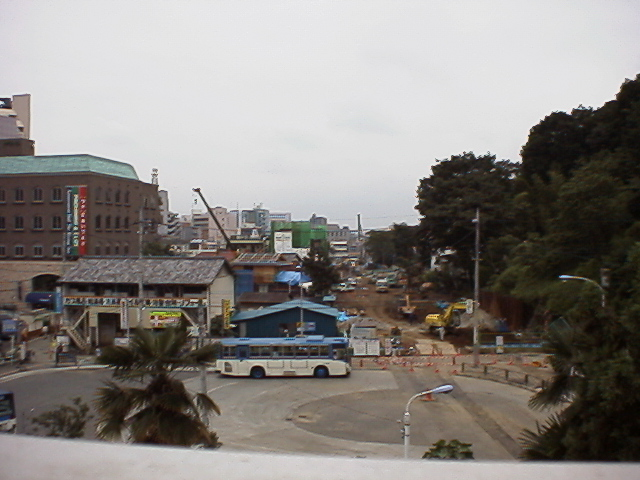
溝の口駅南口駅前広場と市道野川柿生線の整備／1998年6月撮影。

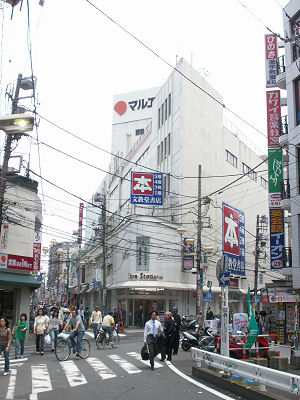
溝口駅前商店街。なお、写真横方向の通りでは街路再整備・共同溝（電線地中化）工事が施工された／2006年5月撮影。

### 地名の由来
多摩丘陵方面から流れてくる「溝」のような細幅の小川が姿を現す場所、つまり「溝」の入口となることから、「溝口」（みぞのくち）と呼ばれるようになったと考えられている。街道筋に古くから開けた地域であり、またここがかつて自然林が広がっていた多摩丘陵への入り口であったことを地名が物語っている。
多摩丘陵の豊かな森が貯えた水を集めて多摩川へ注ぐ平瀬川は、現在では流路が付け替えられ、久地方面へ流れているものの、かつては溝口町内に向けて流れていた。また、武蔵溝ノ口駅の南西には今でこそマンションが建ち並んでいるものの、かつては「久本山」と呼ばれ、豊かな森があった。
平瀬川の流路が付け替えられて以降、急速に都市開発が進んだ今では、もはや近世以前の遺構を辿ることは困難であるが、隣接する下作延との境界線付近に「栄橋」交差点（大山街道と南武沿線道路の交差点）が残っている。かつてはこの付近に平瀬川を渡る橋が架けられており、今ではその橋自体の名残を見ることはできないものの、橋の存在を伝える石碑が交差点付近に設けられている。

### 江戸時代以前
律令制の下で統治機構に組み込まれて以降、溝口を含むこの付近は武蔵国橘樹郡（訓：たちばなこおり、たちばなのこおり、たちばなぐん、ほか）と呼ばれる地域であった。
『古代の南武蔵ー多摩川流域の考古学』(有隣新書) によると、久地浄元寺裏横穴墓、久地伊屋之免遺跡、平瀬川隧道西群横穴墓、日向横穴墓などを論拠として、律令下の橘樹郡の中心的なムラは久地、津田山、下作延あたりであったと推論される。昭和55年に、国道246号線津田山切通し際のキヤノン研修センター建設中に出土した「久地西前田横穴墓」は、築造時期が7世紀中期と考えられ、南武蔵でも最大級の横穴墓であるという。
この橘樹の中心となる郡衙が近隣の影向寺（ようごうじ。現在の宮前区野川に所在）付近に置かれたと推定されており、また、武蔵国国府と各地を結ぶ道が整備されるようになり、当地を通る府中街道もその頃に整備されたといわれる。なお、現代は国道409号を「府中街道」と呼んでいるが、その西側に並行する小径が旧道である。
一方、箱根越えの東海道が開かれる以前は足柄峠を越える足柄道がもっぱら用いられていた。この足柄道と府中街道が交差する場所に溝口の集落が開けた。

### 江戸時代
1611年（慶長16年）には二ヶ領用水が完成する。橘樹郡北部（稲毛領37ヶ村・川崎領23ヶ村、約二千町歩）の広範にわたって水路が巡らされた。溝口・二子の地域も二ヶ領用水によって潤され、新田開発が進み「稲毛米」と呼ばれる上質な米を産した。

### 矢倉沢往還の発展と継立村の指定
足柄道は矢倉沢往還として整備され、東海道の脇往還として利用されるようになった。1669年（寛文9年）には幕府により、二子村と共に宿駅（継立村）に指定された。公儀の旅行者のための伝馬人足の常備が義務付けられ、宿泊施設を兼ねるために光明寺を南二子から現在の大山街道沿いに移転、同時に「七軒百姓」も移住させて往還道の集落を形成させた。
1681年（延宝9年）には、久地、諏訪河原、久末、末長の4村が二子村の助郷に指定され、1716年（享保元年）には北見方、上作延、下作延の3村が、溝口村の助郷に指定された。月の上の二十日間を溝口村が、下の十日間を二子村が、代官や旗本のための人馬を負担した。
江戸時代中期以降は、雨降山（あふりやま）とも呼ばれて信仰を集めた大山への参詣（大山詣）が特に隆盛となり、宝暦年間（1751年から64年）で年間20万人が参詣した。多くの参詣者が行き交うようになった矢倉沢往還は「大山街道」と呼ばれるようになった。この大山街道は渡船「二子の渡し」で多摩川を越えていたため、溝口と隣接する二子は共に宿場町として栄えることとなる。1770年（明和7年）頃には灰吹屋が薬屋を始め、街道唯一の薬屋として繁盛した。
また、江戸時代後期には、厚木方面からの荷物が大山街道経由で溝口まで運ばれた。主な物資は駿河の茶、真綿、伊豆の椎茸、乾魚、秦野の煙草などが流通し、百万都市の江戸へと発送されるのみならず、継立村内にも売りさばかれ、小規模な金融を行う質屋や交通のための人足労働者が集まるようになり、商業および物流の中継地点として発展し、いち早く貨幣経済が浸透した。
1827年（文政10年）には寄場組合村の親村となり、この地域の各村との連絡の中心地となった。

### 醤油製造
溝口村はかつて醤油の名産地であった。1821年(文政4年)、稲毛屋安左衛門の醤油屋は江戸中之橋に出店「稲毛屋」を構えて、123万樽を安房、上総、下総、常陸、武蔵、相模、上野の各国から入荷し、大阪表からも2万樽を入荷して、溝口の醤油が江戸の市場を圧倒した。醤油は二子の渡船場から多摩川を下り、また牛馬車で大山街道を江戸に上り、水陸路の両方で輸送された。

### 鉄道の開業
1927年（昭和2年）3月9日、南武鉄道（現在の南武線）川崎〜登戸間の開業とともに武蔵溝ノ口駅が設置された。また、同年7月15日には玉川電気鉄道溝ノ口線（開業当時は軌道線、現在の東急田園都市線）が開業し、南武鉄道の駅に並行して溝ノ口駅が、府中街道沿いの二子との境界付近に高津駅が、それぞれ設置された。なお、溝ノ口駅は街道筋に発展した当時の溝口中心街より離れて設置されており、旧市街には高津駅が最寄りである。
以降、それまでは大山街道・府中街道の街道筋に発展してきた商業地が、次第に駅前に移り始め、駅前商店街および官公庁が駅前に集積するようになる。
また、鉄道開業後は南武鉄道沿線を中心に工場・研究所が多数立地するようになり、溝口駅からの通勤圏には東芝（久本）、日本電気（久本）、三豊製作所（坂戸、現・ミツトヨ）、池貝鐡工所（坂戸）、高砂製作所、日本光學（現・ニコン）、 八欧電機（末長、現・富士通ゼネラル）、品川通信工業（坂戸、後の富士通テレコムネットワークス）、日本通信工業（北見方、現・NECプラットフォームズ）、三井金属鉱山（久地）などが立地した。さらに戦前は旧陸軍施設も立地していたことから、南武鉄道および溝ノ口線は通勤利用が盛んであった。

### 駅前商店街の形成
溝口駅前は古くから街道筋の商業地としては開けていたが、昭和初期に鉄道が開業した以降は駅前への商業施設の集積が進み、川崎市内においては川崎駅前に次いで商業地地価が高い地域となった。
開業以来、長いこと南武線武蔵溝ノ口駅の改札口が東側のみに設けられており、また南武線のすぐ西側には山が迫っていた地形もあり、南武線改札口のある溝口町内に商店街が集積していった。また、近隣からの路線バス便が多く発着していたこともあり、駅を中心とした街の集積が進んだ。

### 国道246号東京・横浜バイパスの開通
高度成長期のモータリゼーションを背景として、ここ大山街道では大正年間に県道1号に、後に国道246号に指定され、幹線道路として交通量が飛躍的に増大してゆく。
しかし、一般に旧市街を通過する道路は拡幅余地に限りがあるため、街道筋の各中心街を迂回するバイパスが各地で計画され、その一つの東京・横浜バイパスは従来からの溝口市街を迂回するものとなった。溝口地区の新道は1974年（昭和49年）から供用開始され、1978年（昭和53年）の新二子橋供用開始、1980年（昭和55年）の宮前区有馬までのバイパス全通を経て1982年（昭和57年）の全線4車線化に至り、旧市街は街道筋としての利を失った。その一方で、新道沿いには大規模なロードサイド店舗が見られるようになった。なお、現在はバイパス側が国道指定され、旧道は国道指定を解除されている。

### 駅前再開発
駅前が商業地として発展したものの、無計画に発展したため道路網の整備などはなかなか進まず、狭く入り組んだ道路による流動性の悪さや、駅施設の老朽化、駅から遠くて狭いバスターミナルの不便さなどが問題になっていった。そこで駅前再開発が計画されることとなる。
駅前に立地していた高津郵便局や高津区役所などが近隣に移転し、その跡地を再開発事業用地として駅前再開発が始まり、1999年（平成11年）3月に駅前商業ビル「ノクティ (NOCTY)」および武蔵溝ノ口駅駅舎、ペデストリアンデッキ（後に「キラリデッキ」と命名される）が完工することで一段落した。
この駅前再開発事業により、かつて入り組んでいた駅前の南武沿線道路が大幅に整理された。また広いバスターミナルが駅前に整備され、地上駅舎であった武蔵溝ノ口駅には橋上駅舎と南北自由通路が設けられ、特に路線バスを含めた自動車の流動については大幅に改善した。
また、駅前に整備されたペデストリアンデッキは再開発ビル（ノクティビル）に直結され、かつては小さな商店が込み入って立地していた駅前の風景は大きく変貌した。ノクティビルには再開発用地の地権者および丸井が入居し、かつて駅から離れていた高津市民館も駅前再開発ビル内に移設され、再開発地域内に限っては大きく利便性が向上した。
一方、再開発対象となった駅前の一部地域を除く既存商店街については、かねてより再開発は検討されているものの進んでおらず、近頃では商店街縮小が進んでいる状況にある。

### 既存商店街が抱える問題
かつての街道筋の宿場町は川崎市北部の商業および行政の中心地として発展してきた。しかし、近年発展した交通網による買物客の都心への流出や、郊外型スーパーマーケットの乱立による商圏撹乱、それらによる在来商店街の空洞化といった、他の近隣商業地域が抱えるのと同等の問題にやはり直面している。
市の都市計画では車道と歩道を確保する計画が立てられているが、元々かなり狭い道路であるため、市の計画を実施する場合は角地にある一部商業ビルの敷地の大部分が道路用地として削られ、該当する建物は事実上建て替えができないといった矛盾を抱える。また計画中には駐輪帯の確保が考慮されておらず、自転車で来店する客が多い商店街の実情に合っていないという問題も指摘されている。
もともと溝口周辺は多摩川の扇状地であるため地形が平坦で、また古くから発展した住宅街のため路地が狭く、地域住民の足として自転車が広く活用されており、環境負荷の低い輸送手段が根付いている現状は社会の要請に合致していると言える。しかし、市の都市計画では専ら自動車中心の道路整備が進められており、歩行者や自転車などの既存利用者にとっては必ずしも利用しやすい街並みになっていない実情がある。
例えば、直近の再開発で造られたペデストリアンデッキ（駅前歩道橋）の商店街方面出口が大変狭くて利用しにくい、再開発事業で用意された駐輪場も早朝・深夜の電車利用者および昼間の買物客の利用実態に則していない、歩行者・自転車での来客が大半を占めるにもかかわらず四輪車通行止めなどの措置が全く取られておらず危険である、買物客用駐輪帯が確保されていないため買物客の自転車が雑然と置かれてしまう、などの具体的な問題点が、以前より市議会や市民会議などで再三指摘されている。このうち、自動車の問題は一向に対策が進まないものの、駐輪場の問題については2006年頃から対策が進み始め、例えば平地に買い物客用駐輪場（2時間半まで無料）が設けられる、南口に24時間開放の駐輪場が多く確保され利用料を段階制にする（駅に近い駐輪場を割高に、駅から遠い駐輪場は割安に料金設定することで均等に埋まるようになった）といった施策が奏効しつつある。また、予定されている旧平瀬川（高津中央病院裏）の暗渠化工事により捻出された用地を買物客用駐輪場にすることも検討されている。

### 大規模マンション化
このような状況に加え、近年は市街地が徐々に縮小している傾向がある。高津郵便局跡、劇画館跡、ザ・プライス跡（イトーヨーカドー旧・溝ノ口店、現・溝ノ口店とは別の場所）など、駅近隣のかつては中心商業地であった場所にも大規模マンションが建ち始めている様子から、商業地としての価値が低下し、商店街が縮小している様子もうかがえる。

### 年表

#### 明治以降の行政区画の変遷
- 1878年（明治11年） ：郡区町村編制法が施行され、神奈川県橘樹郡溝ノ口村が成立。
- 1889年（明治22年）4月1日 ：町村制の制定に伴って、溝ノ口村、二子村、久地村、下作延村、久本村、諏訪河原村、北見方村、坂戸村が新設合併し、村制を施行。高津村が発足すると共に、当地は高津村大字溝ノ口になる。
- 1927年（昭和3年）4月17日 ：高津村が町制を施行し、当地は高津町大字溝ノ口になる。
- 1937年（昭和12年）4月1日 ：高津町が橘樹郡から離脱して川崎市に編入され、当地は神奈川県川崎市大字溝口になる。
- 1951年（昭和26年） ：飛地が宮前（みやさき。現在の宮前区）に編入される。
- 1972年（昭和47年）4月1日 ：政令指定に伴って旧高津町域に行政区が設置され、当地は神奈川県川崎市高津区大字溝口になる。
- 1997年（平成9年）9月1日、11月25日：住居表示実施（大字を廃し町を設置）。このとき、二子、坂戸、久本、下作延との町境を一部変更している。
- 2002年（平成14年）10月15日 ：久地の住居表示実施に合わせて町境を一部変更。溝口6丁目の一部で住居表示を実施。
- 2012年（平成24年）11月19日 ：溝口1丁目の一部で住居表示を実施。

## 世帯数と人口
2025年（令和7年）6月30日現在（川崎市発表）の世帯数と人口は以下の通りである。
| 丁目      | 世帯数    | 人口     |
| --------- | --------- | -------- |
| 溝口1丁目 | 830世帯   | 1,385人  |
| 溝口2丁目 | 2,216世帯 | 3,161人  |
| 溝口3丁目 | 2,321世帯 | 3,733人  |
| 溝口4丁目 | 1,098世帯 | 1,743人  |
| 溝口5丁目 | 1,638世帯 | 3,258人  |
| 溝口6丁目 | 1,698世帯 | 3,060人  |
| 計        | 9,801世帯 | 16,340人 |

### 人口の変遷
国勢調査による人口の推移。
| 年                 | 人口   |
| ------------------ | ------ |
| 1995年（平成7年）  | 11,297 |
| 2000年（平成12年） | 11,779 |
| 2005年（平成17年） | 14,359 |
| 2010年（平成22年） | 15,088 |
| 2015年（平成27年） | 15,595 |
| 2020年（令和2年）  | 16,904 |

### 世帯数の変遷
国勢調査による世帯数の推移。
| 年                 | 世帯数 |
| ------------------ | ------ |
| 1995年（平成7年）  | 5,427  |
| 2000年（平成12年） | 5,958  |
| 2005年（平成17年） | 7,554  |
| 2010年（平成22年） | 8,473  |
| 2015年（平成27年） | 8,914  |
| 2020年（令和2年）  | 9,818  |

## 学区
市立小・中学校に通う場合、学区は以下の通りとなる（2024年3月時点）。
| 丁目      | 番・番地等    | 小学校             | 中学校               |
| --------- | ------------- | ------------------ | -------------------- |
| 溝口1丁目 | 1番～22番23号 | 川崎市立久本小学校 | 川崎市立高津中学校   |
| 溝口1丁目 | 22番24号以降  | 川崎市立坂戸小学校 | 川崎市立高津中学校   |
| 溝口2丁目 | 全域          | 川崎市立高津小学校 | 川崎市立西高津中学校 |
| 溝口3丁目 | 1～3番        | 川崎市立久本小学校 | 川崎市立高津中学校   |
| 溝口3丁目 | 4番以降       | 川崎市立高津小学校 | 川崎市立西高津中学校 |
| 溝口4丁目 | 全域          | 川崎市立高津小学校 | 川崎市立西高津中学校 |
| 溝口5丁目 | 全域          | 川崎市立高津小学校 | 川崎市立西高津中学校 |
| 溝口6丁目 | 全域          | 川崎市立高津小学校 | 川崎市立西高津中学校 |

## 事業所
2021年（令和3年）現在の経済センサス調査による事業所数と従業員数は以下の通りである。
| 丁目      | 事業所数    | 従業員数 |
| --------- | ----------- | -------- |
| 溝口1丁目 | 595事業所   | 7,334人  |
| 溝口2丁目 | 289事業所   | 2,967人  |
| 溝口3丁目 | 191事業所   | 1,741人  |
| 溝口4丁目 | 98事業所    | 899人    |
| 溝口5丁目 | 52事業所    | 1,337人  |
| 溝口6丁目 | 52事業所    | 675人    |
| 計        | 1,277事業所 | 14,953人 |

### 事業者数の変遷
経済センサスによる事業所数の推移。
| 年                 | 事業者数 |
| ------------------ | -------- |
| 2016年（平成28年） | 1,230    |
| 2021年（令和3年）  | 1,277    |

### 従業員数の変遷
経済センサスによる従業員数の推移。
| 年                 | 従業員数 |
| ------------------ | -------- |
| 2016年（平成28年） | 13,738   |
| 2021年（令和3年）  | 14,953   |

## 周辺

### 駅周辺（北口・東口）
南武線武蔵溝ノ口駅（北口）および田園都市線・大井町線溝の口駅（東口）が接続するターミナルとして、また溝口の玄関口として商業地が集積しており、ペデストリアンデッキ（駅前歩道橋、通称「キラリデッキ」）およびバスターミナルが整備されている。

#### 路線バス
主に府中街道経由（武蔵小杉駅、向ヶ丘遊園駅方面）および武蔵新城駅、新横浜駅行の路線バスが発着する。なお、前述の地名表記の違いにより、当ターミナルを川崎市バスは「溝口駅（前）」、東急バスは「溝の口駅」と表記している。
- 東急バス（時刻情報[21]）
  - 新横溝口線 溝の口駅 - 高津中学校入口(KSP前) - （第三京浜） - 日産スタジアム前[注 2] - 新横浜駅
  - 川31 溝の口駅 → 高津駅前 → 宮内 → 小杉十字路 → 東横線小杉駅 → 小向交番前 → 川崎駅ラゾーナ広場
  - 溝02 溝の口駅 - 高津駅前 - 宮内 - 小杉十字路 - 小杉駅前
  - 溝03 溝の口駅 → 高津駅前 → 宮内 → 小杉十字路 → 新丸子駅西口 → 小杉駅前
  - 溝22 溝の口駅 - 高津営業所（入・出庫線）
  - 溝の口駅 - かながわサイエンスパーク(KSP)

無料シャトルバス。但し、平日の午前10時までは乗車証が必要。
- 川崎市バス（時刻情報）
  - 溝04 溝口駅前 - 新城駅前 - 中原駅前 - 小杉駅前
  - 溝05 溝口駅前 - 新城駅前 - 市民ミュージアム前 - 小杉十字路 - 小杉二丁目 - 小杉駅前
  - 溝06 井田営業所前 - 新城駅前 - 第三京浜入口 - 溝口駅前 - 梅林 - 久地駅前 - 向丘遊園駅南口・登戸駅
  - なお、下記系統の大部分は溝口駅南口発着となるが、毎日0～3本北口発着の便がある。
    - 溝15 第三京浜入口 - 溝口駅前 - 神木本町 - 向丘出張所 - 犬蔵 - 宮前平駅
    - 溝18 第三京浜入口 - 溝口駅前 - 神木本町 - 向丘出張所 - 蔵敷 - 鷲ヶ峰営業所

#### 官公庁
- てくのかわさき（生活文化会館） - 川崎市地名資料室などが併設されている。かつては高津区役所だった。
- 川崎北労働基準監督署
- 神奈川県高津合同庁舎（高津県税事務所、坂戸）
- ハローワーク川崎北 溝ノ口庁舎（久本）
- 神奈川県高津警察署（最寄りは高津駅）

#### 商店街・公共施設
- ノクティ(NOCTY)
  - ノクティプラザ1（主に再開発地区の地権者が入居する）
  - ツネカワ（恒川、地元食品スーパー）
  - 高津市民館
  - 川崎市溝口行政サービスコーナー、川崎市バス溝口乗車券発売所
  - 溝ノ口ノクティビル内郵便局
  - みずほ信託銀行溝ノ口支店
- 溝口駅前交番
- 東急ストア溝の口店（東急溝の口駅に併設）
- 文教堂書店溝ノ口本店（2007年3月一時閉店、同年5月18日移転開店）
- ポレポレ通り（駅前商店会がある通りの愛称）
- 灰吹屋薬局（本店は大山街道沿いにあるが、2010年現在本店は営業しておらず、駅前に出店している。）
- Qiz溝の口
- ドン・キホーテ 溝ノ口駅前店（旧・長崎屋溝ノ口店）
  - ヤマダ電機テックランド 溝の口店
- イトーヨーカドー溝ノ口店、パークシティ溝の口（久本、東芝跡）
- マルイファミリー溝口
- タイトーステーション溝の口店
- 十字屋商店（食品スーパー）
- 溝ノ口中央通郵便局
- 三井住友銀行溝ノ口支店
- みずほ銀行溝ノ口支店
- 横浜銀行溝口支店
- 城南信用金庫溝ノ口支店
- 静岡銀行溝ノ口支店
- 総合高津中央病院
- 川崎市立高津高等学校（久本）
- 川崎市立高津中学校（久本）
- 川崎市立久本小学校（久本）
- 川崎市立中央支援学校（久本）
- 東京電力高津営業所（久本）
- 溝ノ口劇場（久本）

#### 企業の本社
- 高砂製作所
- 文教堂（久本）
- イッツ・コミュニケーションズ（久本）
- タイコエレクトロニクス日本法人（久本）
- ノエル（旧・野村不動産）（二子）
- ミツトヨ（坂戸）
- 多摩川新聞社（坂戸） - 地域紙「多摩川新聞」（旧・「高津新聞」）の発行を始め、地域にまつわる書籍の発刊を行っている。かつては溝口に本社があったが、2002年に坂戸へ移転した。
- かながわサイエンスパーク(KSP)（坂戸、池貝鐵工所跡） - 溝口駅前より直行バス、または徒歩約20分。

#### 名所・旧跡
- 大山街道（溝口旧市街・二子方面）
- 府中街道
- 二ヶ領用水
  - 久地円筒分水 - 当駅前より案内板あり。
- 新平瀬川（下流方面）
- 多摩川（最寄りは二子新地駅）
- 溝口西耕地横穴墓群
- 津田山（七面山）周辺の横穴墓群 - 久地西前田横穴墓群、浄元寺裏横穴墓群、中之橋横穴墓群、平瀬川隧道際西横穴墓などの古墳時代後期（6〜7世紀）のものと推定される多数の横穴墓が見つかっており、鉄製品、勾玉、金環などが出土している。

### 駅周辺（南口）
先の駅前再開発により、南武線武蔵溝ノ口駅に直結する自由通路および駅前バスターミナルが設けられた。南口バスターミナル周辺も再開発され、2009年12月1日に歩道橋（ペデストリアンデッキ）が設けられた。

#### 路線バス
平瀬川沿いを走り神木本町・向丘出張所方面へ、および、市民プラザ方面への路線バスが発着する。なお、前述の地名表記に従い、川崎市バスは当ターミナルを「溝口駅南口」と表記している。
- 川崎市バス（時刻情報）
  - 溝11 溝口駅南口 - 森林公園前 - 向丘出張所 - 蔵敷 - 稗原 - 新百合丘駅
  - 溝15 第三京浜入口 - 溝口駅南口 - 向丘出張所 - 南平 - 犬蔵 - 宮前平駅 - 宮前区役所前
  - 溝16 溝口駅南口 - 向丘出張所 - 南平 - 犬蔵 - 聖マリアンナ医科大学・鷲ヶ峰営業所
  - 溝17 溝口駅南口 - 森林公園前 - 向丘出張所 - 蔵敷 - 菅生車庫
  - 溝18 第三京浜入口 - 溝口駅南口 - 森林公園前 - 向丘出張所 - 蔵敷 - 稗原 - 鷲ヶ峰営業所前 - 聖マリアンナ医科大学
  - 溝19 溝口駅南口 - 森林公園前 - 向丘出張所 - おし沼 - 生田緑地入口 - 向丘遊園駅南口
  - 溝21 溝口駅南口 - 末長 - 千年 - 能満寺 - 野川 - 有馬第二団地前
  - 溝23 溝口駅南口 - 末長 - 梶ヶ谷駅 (※)・井田営業所※一部市民プラザを経由しない便がある。
  - 溝25 溝口駅南口 - 末長 - 千年 - 能満寺 - 高田町
- 東急バス
  - 溝22 溝の口駅 - 末長 - 千年 - 蟹ヶ谷 ※2013年10月1日より深夜バスも運行
- 企業送迎バス（東急駅前に発着、関係者のみ）
  - 富士通ゼネラル
  - 関東自動車学校

なお、溝21・溝23・溝25系統（市民プラザ線他）は、溝口駅南口バス停を出発すると次は「市民プラザ線溝口駅」バス停に停車する。これは、駅前再開発がなされる以前は道路が狭隘であったために、市民プラザ線は溝口駅南口バスターミナルに進入することができなかったため、狭隘区間の手前に市民プラザ線専用のバスターミナルとして設けられたものである。
2017年1月29日にバスターミナルの再開発により、溝21・溝23・溝25のバス停が公道からバスターミナル内の1番乗り場に移設された。それと同日に溝22の発着が溝の口駅（北口）から溝の口駅南口に変更された（5番乗り場）。

#### 官公庁
- 高津区役所・保健福祉センター（下作延）
- 川崎北税務署（久本）
- 日本年金機構 高津年金事務所（久本）

#### 商店街・公共施設
- ホテルメッツ溝ノ口
- 川崎第一ホテル溝ノ口
- ラフォーレの森（久本）
- 高津区役所（下作延）
- 川崎下作延郵便局（下作延）
- 高津郵便局（末長、最寄りは梶が谷駅）
- 洗足学園（久本）
- 関東自動車学校（末長）
- 川崎市民プラザ（新作） - 溝口駅南口よりバス、または梶が谷駅より徒歩。

#### 名所・旧跡
- 大山街道（下作延・末長方面）
- 平瀬川（上・中流方面）
- 東高根森林公園 - 溝口駅南口よりバス、または、久地駅より徒歩。
- 江戸見桜（末永）
- 久本神社
- 久本山
- 久本横穴墓群

### 街道・主要道周辺

#### 高津駅、国道409号方面
溝口一丁目、溝口三丁目、および、二子付近。
下記施設の最寄りは高津駅である。
- 神奈川県高津警察署
- 川崎市高津消防署（二子）
- NTT東日本 溝ノ口交換局
- 川崎溝ノ口郵便局
- 川崎市立高津小学校
- 帝京大学医学部附属溝口病院
- 川崎信用金庫高津支店
- 高津スポーツセンター（二子）
- 溝ノ口パールホテル（二子）
- 日立情報システムズ

#### 大山街道（旧道）方面
- 大山街道ふるさと館- 旧・高津町役場の跡地に建てられ、現在は大山街道の歴史的経緯を紹介する展示を行うと共に、近隣住民主催の企画展などへの場所提供、および、公民館的機能を担っている。
- 川崎市立高津図書館
- 高津こども文化センター - 現在は児童文化施設および児童公園になっている。
- 溝口神社
- 宗隆寺
- 二ヶ領用水 大石橋

#### 国道246号方面
溝口二丁目から溝口六丁目付近。
- 「すくらむ21」（旧高津市民館）
- 高津区役所建設センター
- 川崎市総合教育センター
- 東急バス高津営業所
- 川崎市歯科休日診療所（久地）
- ルームズ大正堂、トイザらス
- ジェームス 246玉川店
- 246溝口2りんかん
- トナミ運輸 川崎支店
- 佐川急便 世田谷店 - 世田谷区内向けの宅配拠点であり、川崎市内を管轄する配送拠点「川崎店」は中原区宮内にある。
- 川崎市立西高津中学校（久地）
- キヤノン研修センター（久地）
- 住宅展示場（ニコン物流センター跡）

## 名所・旧跡・催事等
- 大山街道

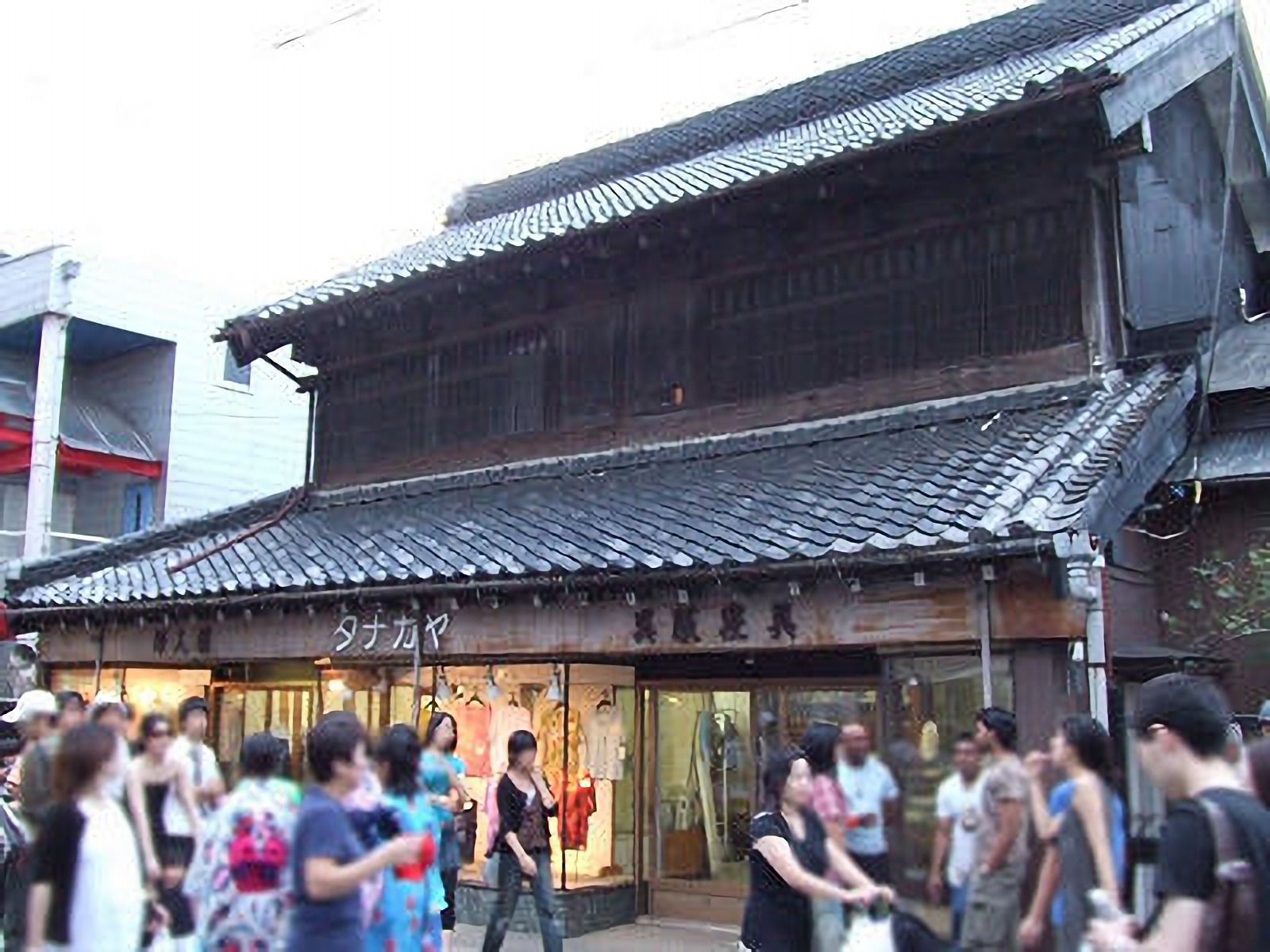
蔵造りの店（2006年7月撮影）

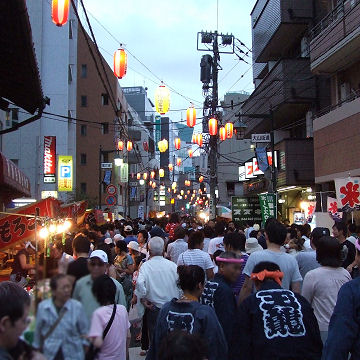
高津区民祭で賑わう大山街道（2006年7月撮影）

  - 溝口神社 ：創建年代不明。1709年（宝永5年）には赤城大明神が造営されている。
  - 蔵造りの店
  - 灰吹屋薬局 ：江戸時代から続く薬屋。
  - 亀屋 ：老舗の宿屋。現在はマンションになっている。
  - 宗隆寺
  - 『武陽玉川八景之図』 [22]

溝口の丸屋七右衛門が販売元となり、大山街道を通行する人向けに販売された、多摩川の名所案内錦絵（1791年〈寛政3年〉刊）。絵に添えられた佐野渡の和歌には「［溝口ノ暮雪］ 六月の雪を沢山ぬり桶に つゝみ余りたる溝口のくれ」とある。
- 二ヶ領用水
- 高津区民祭

例年、7月の最終日曜日に溝口・二子の大山街道沿いで開催される催事であり、パレードや二ヶ領用水（大石橋付近）での灯籠流しなどが開催され、多くの人が繰り出し賑わう。また、この期間に合わせて大山街道ふるさと館 では地域にゆかりの著名人による展示イベントが開催される。

## その他

### 日本郵便
- 郵便番号 : 213-0001[3]（集配局 : 高津郵便局[24]）

### 警察
町内の警察の管轄区域は以下の通りである。
| 大字・丁目 | 番・番地等 | 警察署     | 交番・駐在所     |
| ---------- | ---------- | ---------- | ---------------- |
| 溝口1丁目  | 全域       | 高津警察署 | 溝口駅前交番     |
| 溝口2丁目  | 全域       | 高津警察署 | 溝口駅前交番     |
| 溝口3丁目  | 1番～11番  | 高津警察署 | 北見方交番       |
| 溝口3丁目  | 12番～25番 | 高津警察署 | 二子新地駅前交番 |
| 溝口4丁目  | 1番～9番   | 高津警察署 | 北見方交番       |
| 溝口4丁目  | 10番～19番 | 高津警察署 | 二子新地駅前交番 |
| 溝口5丁目  | 全域       | 高津警察署 | 二子新地駅前交番 |
| 溝口6丁目  | 全域       | 高津警察署 | 二子新地駅前交番 |